# San Benedetto dei Marsi
San Benedetto dei Marsi es un municipio situado en el territorio de la provincia de L'Aquila, en Abruzos (Italia).

## Demografía
| Gráfica de evolución demográfica de San Benedetto dei Marsi entre 1861 y 2001 |
|                                                                               |
| fuente ISTAT - elaboración gráfica a cargo de Wikipedia                       |